# Château baronial de Felline
Le château baronial de Felline, appelé aussi château Bonsecolo, est situé à Felline, une frazione de la commune d'Alliste, province de Lecce dans les Pouilles,.

## Historique
Le château médiéval a été construit par la famille Bonsecolo au XIIe siècle ; le château de Felline fut remanié au cours des siècles suivants par les familles féodales qui se relayèrent dans l'administration du fief. Parmi les interventions les plus importantes figurent celles commandées par la famille Tolomei au XVIe siècle et celles promues par le duc Francesco Pignatelli au XVIIe siècle.

## Description
À l'origine, le château se trouvait du côté nord des murailles de la ville, aujourd'hui démolis. Actuellement, le bâtiment a un plan quadrangulaire, renforcé au sommet par quatre tours : deux tours carrées en façade, deux tours circulaires sur l'arrière. La façade principale est caractérisée par un long balcon, autrefois utilisé pour les attaques défensives avec des canons.
L'intérieur est agrémenté d'une cour simple et d'étages résidentiels. Les grandes pièces du rez-de-chaussée portent une décoration à fresque,  actuellement chaulée.
Le château est aujourd'hui en partie propriété privée, en partie propriété publique. Une partie est utilisée comme bureau de poste. La partie privative est dans un état de vétusté.

## Galerie

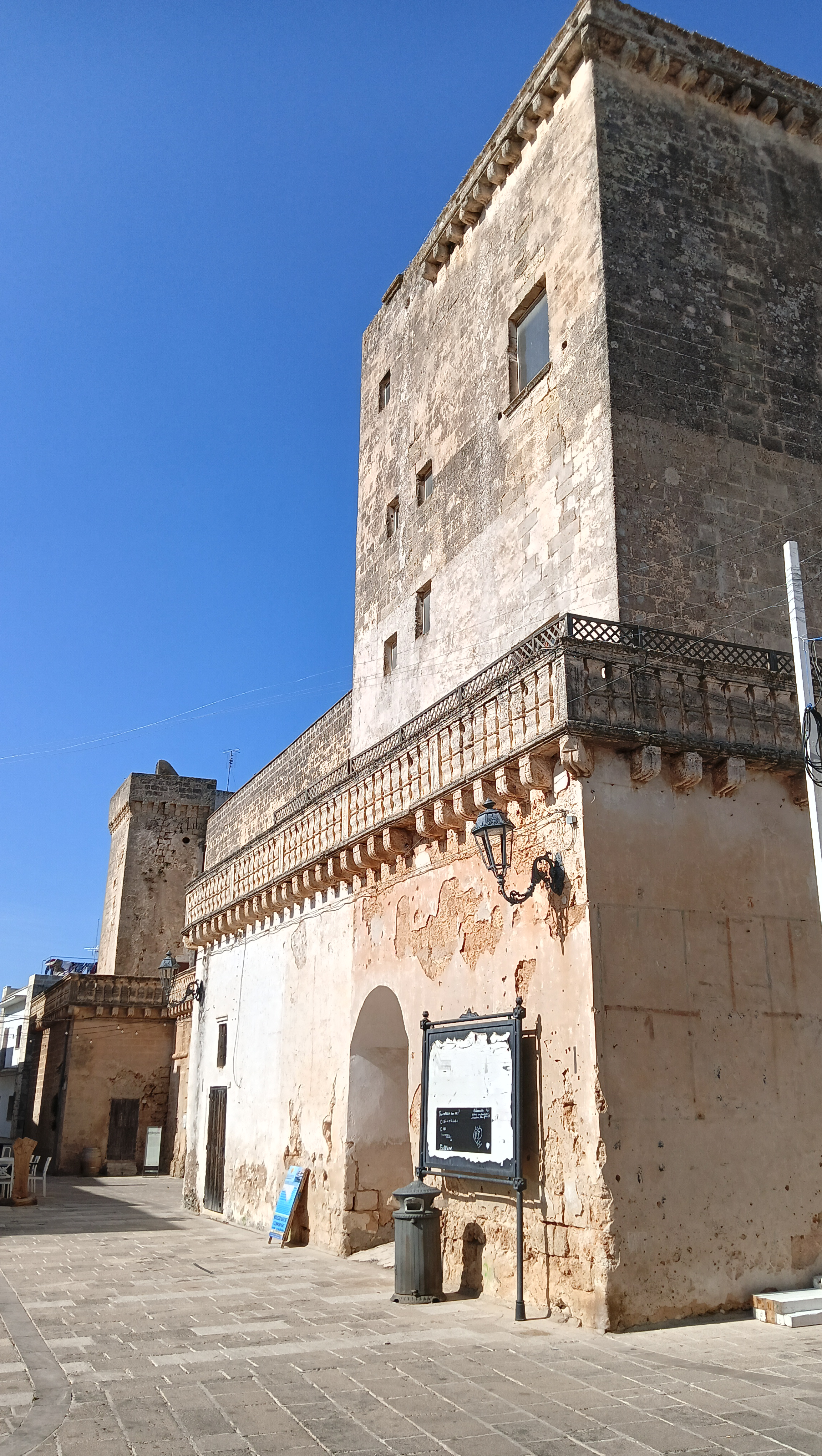
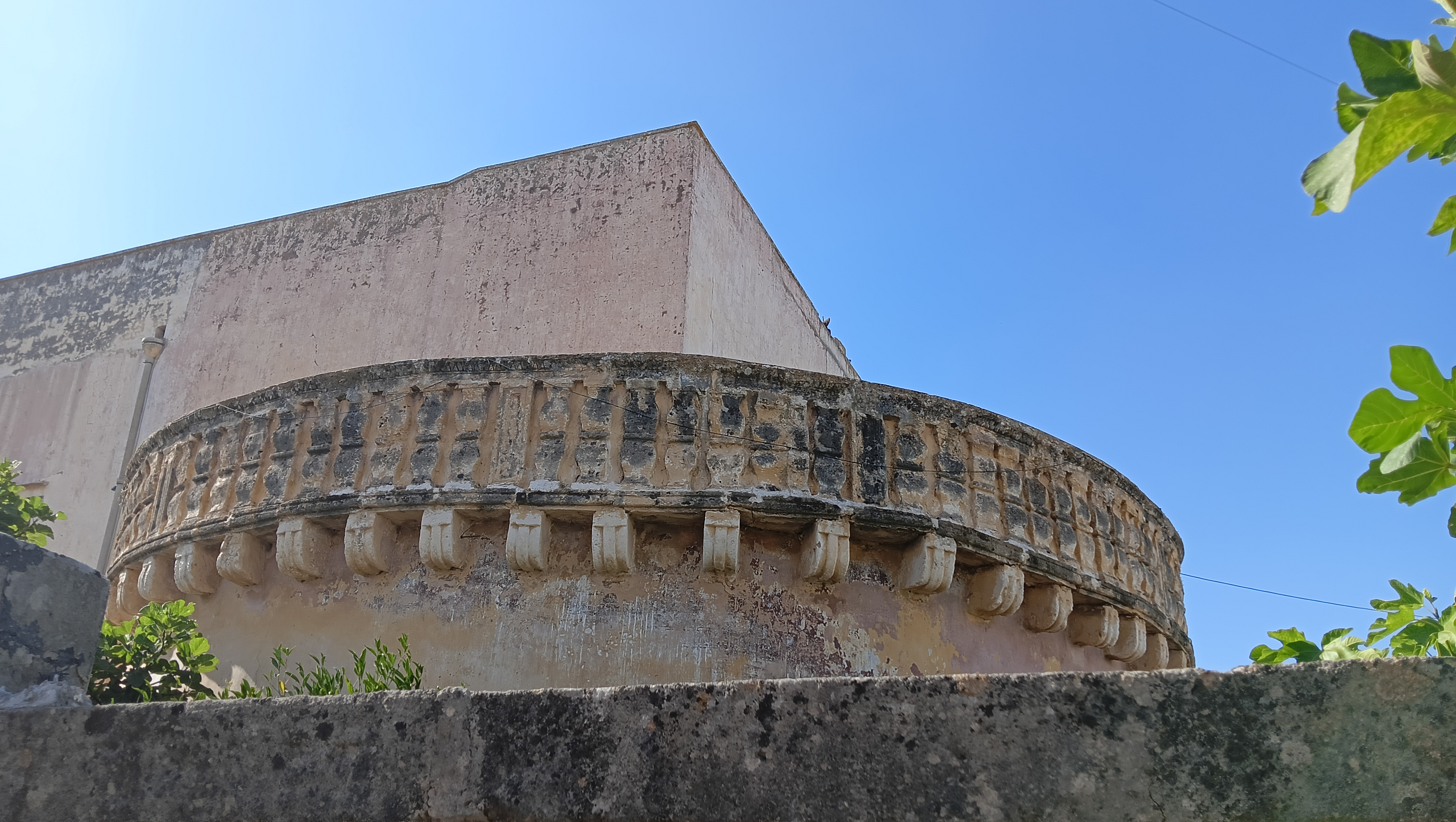